# Nandgaon
Nandgaon o Raj-Nandgaon (també Raj Nandgaon o Rajnandgaon) fou un estat tributari protegit de l'Índia a les Províncies Centrals amb una superfície de 2.256 km² format per les parganes de Nandgaon i Dongargaon entre els districtes de Chanda i de Drug, i tres trossos separats anomenats Pandadeh, Patta i Mohgaon, al nord, separats de la part principal pels estats de Khairagarh i Chhuikhadan i pel districte de Drug. La capital era Raj-Nandgaon. única ciutat; hi havia també 515 pobles. La zona de les comarques de Patta i Pandadeh era muntanyosa, i també al sud la de Dongargaon, sent la resta en general pla. La població el 1881 era de 164.339 habitants i el 1901 era de 126.365 habitants, amb un descens del 31% sobre 1891 a causa de la fam al final del segle XIX. Les castes i tribus principals eren telis, gonds, ahirs o rawats i chamars. La llengua era el dialecte chhattisgarhi.

## Història
La família regnant era de la casta dels bairagis i com que l'orde practicava el celibat la successió es regia per adopció del deixeble (chela) pel mestre (mahant). El primer mahant va venir del Panjab i es va establir a Ratanpur al final del segle XVIII amb permís del governador maratha Bimbaji Bhonsle. Els seus successors van adquirir les parganes de Pandadeh i Nandgaon d'antics terratinents gonds i musulmans, en pagament de deutes. Mohgaon fou concedida al cinquè mahant pel raja de Nagpur amb consideració de zamindari; Dongargaon era part del territori d'un zamindar que es va revoltar contra els bhonsles i els seus dominis foren repartits entre Nandgaon i Khairagarh en recompensa per haver sufocat la rebel·lió.
El 1865 els britànics van reconèixer a Nandgaon com estat feudatari i el setè mahant, Ghasi Das, es va casar i va tenir un fill; el 1879 el govern de l'Índia va informar el sobirà que permetria la successió del seu fill; a la mort de Ghasi el novembre de 1883 el fill, raja Bahadur Mahant Balram Das, que era menor, el va succeir, sota regència materna, rebent els poders el 1891, però amb un diwan (ministre) nomenat pels britànics com assessor. Va participar en grans treballs d'utilitat pública com els de proveïment d'aigua a Raipur i Raj-Nandgaon i va rebre el títol de raja bahadur el 2 de gener de 1893; va morir el 1897 deixant com a successor un fill adoptiu de nom Rajendra Das, de 4 anys, sota administració fins a la majoria, del govern britànic a través de l'agent polític dependent del comissionat de la divisió de Chhattisgarh. El jove va morir el 25 de maig de 1912 i la vídua va adoptar a Sarveshwara Das (nascut el 1906) el 24 de juny de 1913, el qual va regnar fins al 1940; el va succeir Digvijai Das, el darrer raja.

## Bandera
La bandera de l'estat era rectangular de cinc franges horitzontals que de damunt a sota eren: groc, blau, verd, blanc i vermell.

## Llista de mahants
- Ghasi Das 1865-1883
- Balram Das 1883-1897
- Rajendra Das 1897-1912
- Sarveshvara Das 1912-1940
- Digvijai Das 1940-1948